# Longueur
En géométrie, la longueur est la mesure d'une courbe dans un espace sur lequel est définie une notion de distance. La longueur est une mesure linéaire sur une seule dimension, par opposition à la surface qui est une mesure sur deux dimensions, et au volume dont la mesure porte sur trois dimensions. La longueur d'une courbe ne doit pas être confondue avec la distance entre deux points, qui correspond au minimum des longueurs des chemins reliant ces points.
La longueur est une grandeur physique et une dimension de base. C'est aussi la dimension fondamentale unique du système d'unités géométriques, qui présente la singularité de ne pas utiliser d'autres dimensions.
Le symbole de la longueur est « L » (lettre « L » majuscule). Notons qu'à la différence, le symbole de la largeur est « l » (lettre « l » minuscule).

## Introduction

### Historique

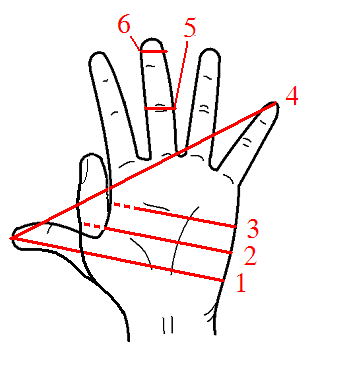
Quelques unités de longueur basées sur la main humaine : le demi-Pes manualis ou pied manuel (1), la Main (2), le Palme (3), l'Empan (4), le Doigt (5), le Digit (6)

La mesure des longueurs remonte probablement aux premiers temps du Néolithique et de la sédentarisation associée : si une civilisation de chasseurs-cueilleurs peut se contenter d'estimer ses trajets en journée de marche (donc, par une unité de temps), la mesure de longueur devient nécessaire dès qu'il s'agit d'estimer géométriquement des droits sur des champs, ou de discuter le prix de vente d'une étoffe.
Les premières mesures de longueur dont on trouve des traces historiques sont liées à l'homme, « mesure de toute chose » : la coudée pour des mesures de longueur (notamment des étoffes), la perche de dix pieds pour les mesures d'arpentage, le millier de double pas (mille romain) pour les mesures de distance. Ces unités de base varient évidemment d'une personne à l'autre, ou d'une population à l'autre, et étaient éminemment variables dans le temps et dans l'espace, quoique représentant en gros les mêmes quantités : le double pas d'un individu étant à peu près la valeur de sa taille, le mille romain de 1 479 m suppose que le soldat romain mesure à peine 1,50 m...
Par ailleurs, ces unités de base pouvaient admettre des multiples ou sous-multiples suivant des valeurs plus ou moins conventionnelles : un pouce est le douzième d'un pied et est le quart d'un palme de main, etc.

### Longueur et géométrie

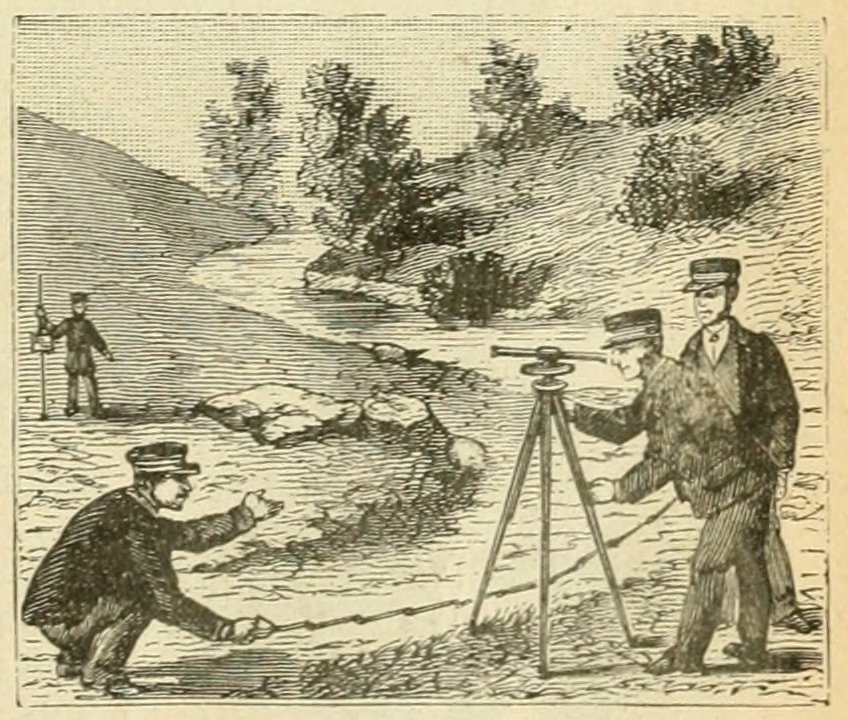
Arpenteurs au travail.

La notion fondamentale est celle de distance entre deux points, qui peut être mesurée directement par une règle graduée ou une chaîne d'arpenteur. L'étape suivante dans l'abstraction consiste à estimer la longueur d'une ligne courbe, ce qui se fait en imposant à une corde flexible mais inextensible les tours et détours de cette courbe, puis en mesurant la longueur de cette corde une fois tendue en un segment droit : c'est ainsi que l'on mesure un tour de tête.
Pour l'arpenteur géomètre, la longueur d'un chemin prend la forme d'une somme de longueurs élémentaires, chaque tronçon de chemin étant suffisamment peu courbe pour pouvoir être assimilé à un petit segment de droite. Si la courbure du chemin devient trop importante, il suffit de prendre des segments plus petits pour retrouver une approximation satisfaisante.
C'est cette pratique qui est à la base de la rectification des courbes théoriques (cercles, ellipses, etc.), visant non plus à mesurer mais cette fois à calculer la longueur d'un arc, d'une courbe dite en conséquence courbe rectifiable, sous forme d'une limite de la somme d'une infinité de segments infiniment petits. Dès l'époque d'Archimède, les grecs savent calculer avec une bonne approximation le périmètre d'un cercle, par la méthode des polygones inscrits ou exinscrits. Le développement de la géométrie analytique a permis d'étendre cette approche à des courbes de plus en plus complexes.

### Longueurs en physique moderne

En physique relativiste, la mesure des distances et durées dépend du mouvement de l'observateur.

En géométrie et physique classique, la notion de longueur est comprise comme quelque chose d'intrinsèque à l'espace, et indépendant de l'observateur. Même si les géométries non euclidiennes étaient connues depuis le début du XIXe siècle, personne n'était allé s'imaginer que l'espace physique pouvait être autre chose que l'espace euclidien avant la fin du XIXe siècle.
C'est avec la relativité restreinte que la physique découvrit que la mesure d'une distance entre deux points ou de la longueur d'un objet dépendait en réalité de l'observateur, et n'était donc pas une mesure intrinsèque. Cependant, même en relativité générale, on considère que l'espace entourant un observateur lui apparaît comme localement euclidien. Mais même ce cadre familier est remis en cause par la mécanique quantique, où l'on voit que pour des distances de l'ordre de la longueur de Planck, la mesure d'une distance cesse d'avoir un sens physique, et les dimensions de temps et d'espace ne peuvent même plus être facilement distinguées dans ce qui apparaît alors comme une espèce de mousse quantique indifférenciée.

## Grandeur physique

### Longueur, distance, déplacement,...

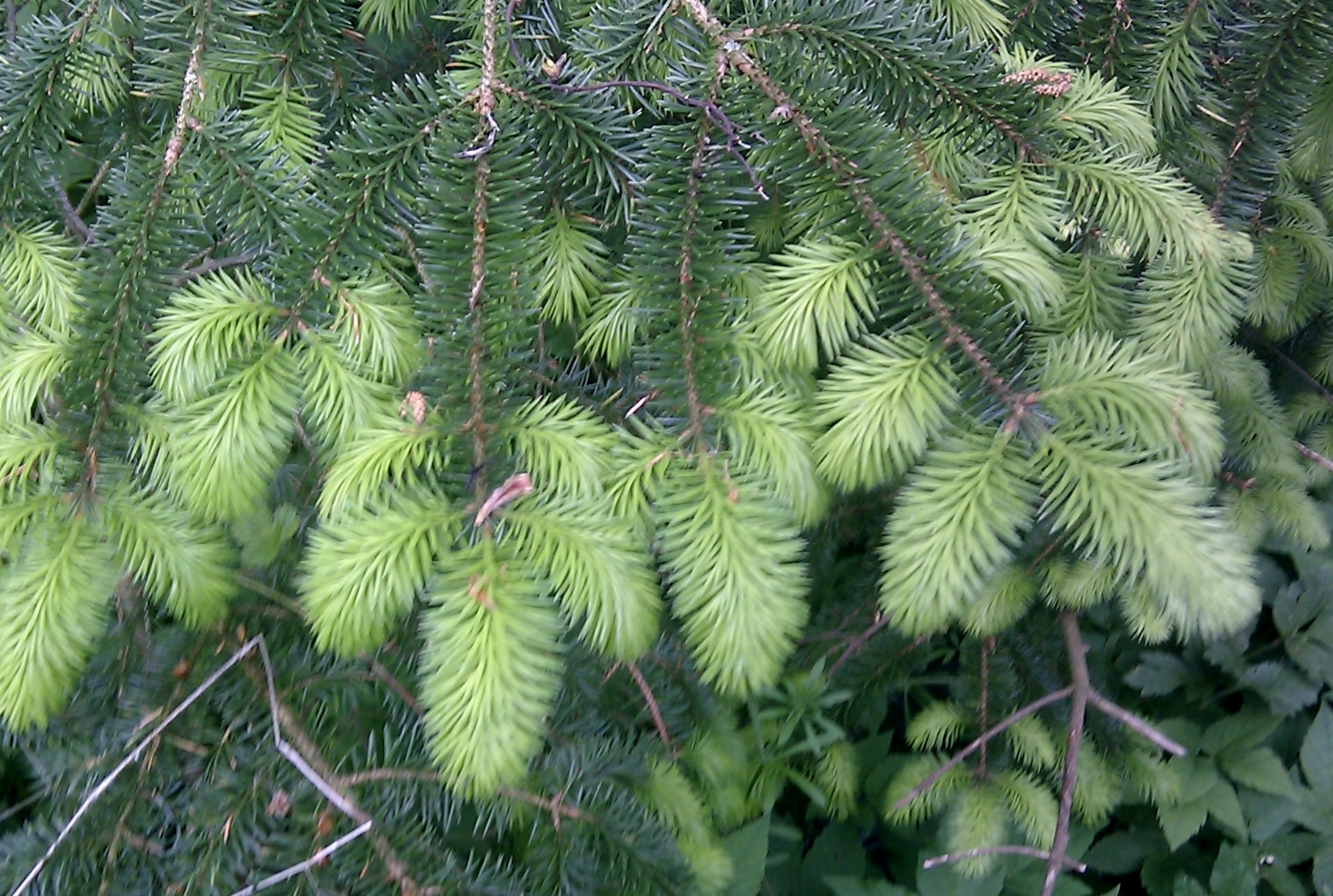
L'accroissement de longueur au fil du temps —donc l'évolution temporelle de cette grandeur physique— est plus une croissance qu'une vitesse.

Par abus de langage, on qualifie également de « longueur » la grandeur physique qui traduit d'une manière générale l'extension spatiale de quelque chose, la grandeur suivant une dimension d'espace. L'extension spatiale peut cependant recouvrir des cas assez différents, qui ne sont pas tous désignés par le terme de « longueur » :
- L'extension spatiale entre deux points s'appelle spécifiquement la distance. C'est la longueur du segment de droite reliant ces deux points.
- Géométriquement, la longueur d'un objet est un scalaire mesurant généralement son extension spatiale suivant la plus grande de ses dimensions. C'est généralement son diamètre maximal, qui peut se présenter dans une orientation quelconque ; mais si l'objet présente des axes naturels, la « longueur » sera mesurée sur la projection d'un de ces axes, et si l'objet présente un sens d'avancement naturel, la « longueur » sera prise par rapport à cet axe. C'est ainsi que la « longueur » d'un planeur est souvent plus petite que son envergure.
- En physique du point matériel, l'extension spatiale d'un déplacement entre deux situations se traduit par le vecteur déplacement d'un point dans l'espace, qui se repère à travers une direction (sans dimension) et une distance (qui a la dimension d'une longueur). De même, la position d'un point correspond au déplacement qu'il faut subir pour se rendre d'un point origine au point considéré.
- En mécanique des corps déformables, chaque point est caractérisé par son propre déplacement par rapport à une situation de référence.

Sur ces deux derniers points, la dérivée par rapport au temps sera qualifiée de vitesse. Sur les deux premiers, on parlera plutôt de croissance.

### Notion de «longueur»
Le terme de « longueur » est plutôt réservé à la mesure géométrique d'un objet, d'une distance ou d'un chemin. Une telle longueur est alors un scalaire extensif (la longueur hors tout d'un train est la somme des longueurs de ses composants). Par définition, une longueur est une grandeur additive : la longueur d'un chemin est la somme des longueurs de ses parties. C'est de plus une grandeur toujours positive.
Un « déplacement » est en revanche une grandeur vectorielle (caractérisée par une direction et une norme) et intensive (elle est définie en chaque point, et ne peut pas être additionnée d'un point sur l'autre).
Le long d'une courbe, le déplacement élémentaire {\displaystyle \scriptstyle {\overrightarrow {\mathrm {d} \ell }}} est une grandeur intensive dont l'intégrale sur l'ensemble du segment peut conduire :
- à la longueur de la courbe : {\displaystyle L=\int _{A}^{B}\mathrm {d} \ell }
- au déplacement entre ses deux extrémités : {\displaystyle {\overrightarrow {AB}}=\int _{A}^{B}{\overrightarrow {\mathrm {d} \ell }}}

Dans les deux cas, l'intégrale est donc une grandeur extensive (scalaire ou vectorielle). Mais il est clair que par exemple, sur une courbe fermée, la « longueur » peut mesurer le périmètre d'un corps, alors même que le « déplacement » sera nécessairement nul entre le point de départ et le point d'arrivée.

### Définition
En géométrie analytique, certaines courbes peuvent être définie par une équation. On peut alors calculer la longueur d'un arc par le calcul d'une intégrale.
La longueur est la mesure physique d'une distance. Dans le cas général, la longueur d'une trajectoire entre un point O et un point T  est l'intégrale curviligne du vecteur déplacement élémentaire d'un point cheminant le long de cette trajectoire entre les deux points. Si le point P a pour coordonnées {\displaystyle \scriptstyle \left[x(\tau ),y(\tau ),z(\tau )\right]} dans un repère orthonormé, la longueur de sa trajectoire sera :
{\displaystyle L(t)=\int _{o}^{t}\left\Vert {\overrightarrow {\partial P \over \partial \tau }}\right\Vert \mathrm {d} \tau =\int _{o}^{t}{\sqrt {\left[{\partial x \over \partial \tau }\right]^{2}+\left[{\partial y \over \partial \tau }\right]^{2}+\left[{\partial z \over \partial \tau }\right]^{2}}}\,\mathrm {d} \tau }
Il est possible de reparamétrer la courbe parcourue par le point P en fonction de la longueur {\displaystyle \ell } parcourue :
{\displaystyle \ell =L(t)\qquad } et {\displaystyle \quad P(t)=P(L(t))=P(\ell )}
Avec ce paramétrage, la dérivée partielle de la position du point par rapport à son abscisse curviligne est un vecteur normé, tangent à la courbe, et la longueur de la trajectoire est directement donnée par l'intégrale curviligne :
{\displaystyle {\overrightarrow {\partial P \over \partial \ell }}.\mathrm {d} \ell ={\overrightarrow {\mathrm {d} \ell }}\qquad } et {\displaystyle \quad L(t)=\int _{o}^{t}\left\Vert {\overrightarrow {\partial P \over \partial \ell }}\right\Vert \mathrm {d} \ell =\int _{o}^{t}{\overrightarrow {\partial P \over \partial \ell }}\cdot {\overrightarrow {\mathrm {d} \ell }}}

### Unité
L'unité internationale pour la mesure de la longueur est le mètre (en abrégé : m). Dans le Système international d'unités, on peut aussi l'exprimer :
- en fractions de mètre : décimètre (dm), centimètre (cm), millimètre (mm), micromètre (µm) ;
- ou en multiples de mètres : décamètre (dam), hectomètre (hm), kilomètre (km).

Il existe des unités de longueur en dehors du Système international, en particulier le pouce, le pied et le mille.

## Utilisation de la longueur

### Longueur d'un arc
En géométrie, on cherche fréquemment à calculer la longueur de courbes. Cela permet par exemple de déterminer les dimensions d'un objet à partir du plan, pour permettre sa construction. Par exemple, pour construire un réservoir cylindrique, il faut connaître la longueur de tôle que l'on va rouler pour former la virole (le corps central).

### Longueur d'un objet

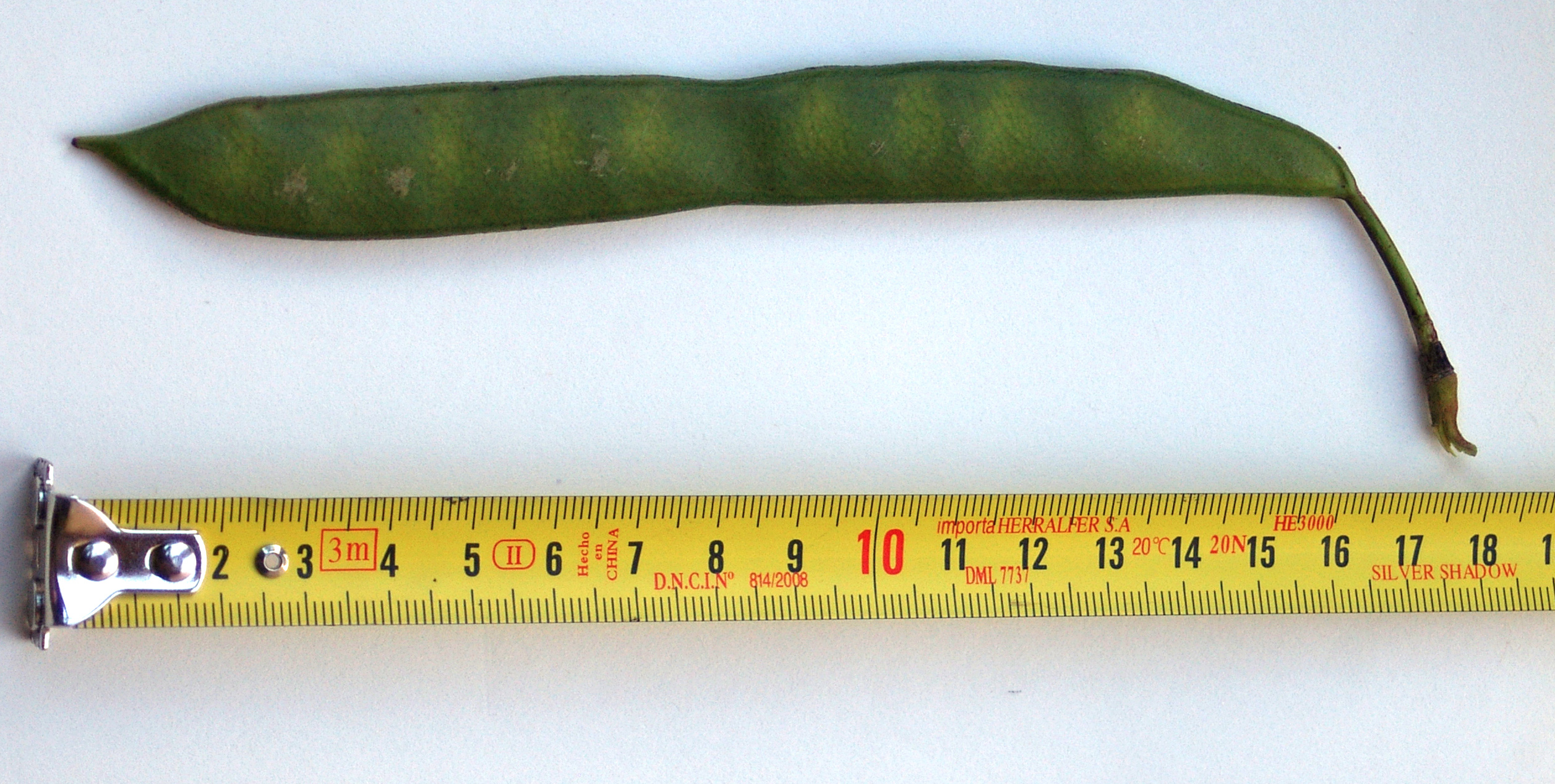
Une « longueur hors tout » se prend en ligne droite, le long d'un axe de l'objet s'il y en a un.

La longueur d’un objet est la distance entre ses deux extrémités les plus éloignées. Lorsque l’objet est filiforme ou en forme de lacet, sa longueur est celle de l’objet complètement développé.
La longueur d'un objet est perpendiculaire à sa largeur. Pour mémoire, le symbole de la largeur est « l » (lettre « l » minuscule) ; mais cette notion n'a pas de réalité mathématique distincte.
La longueur d'un objet permet d’apprécier sa taille. La longueur est une dimension spatiale, qui peut être mesurée à l'aide d'unités, telles que celles identifiées par le Système international d'unités : le mètre et ses multiples ou sous-multiples.
La longueur d’un objet physique n’est pas une propriété intrinsèque ; celle-ci peut dépendre de la température, de la pression, de la vitesse, etc.

#### Exemple de mesure de longueur
Mesurons une page de papier avec une règle formée de 3 décimètres gradués en millimètres (mm) ; la page a pour largeur 21 centimètres et pour longueur 29,7 centimètres.
On note en résumé : largeur = 21 cm = 21 × 1 cm = 21 × 0,01 × 1 m = 0,21 m et longueur = 29,7 cm = 29,7 × 1 cm = 29,7 × 0,01 × 1 m = 0,297 m.
Il est impossible de mesurer l'épaisseur de la feuille avec la même règle. Par contre, on peut mesurer l'épaisseur d'une pile de 500 feuilles (une rame) et constater que 500 × l'épaisseur = 5 cm. On peut en déduire que l'épaisseur d'une feuille est un dixième de millimètre.

### Instrument de mesure

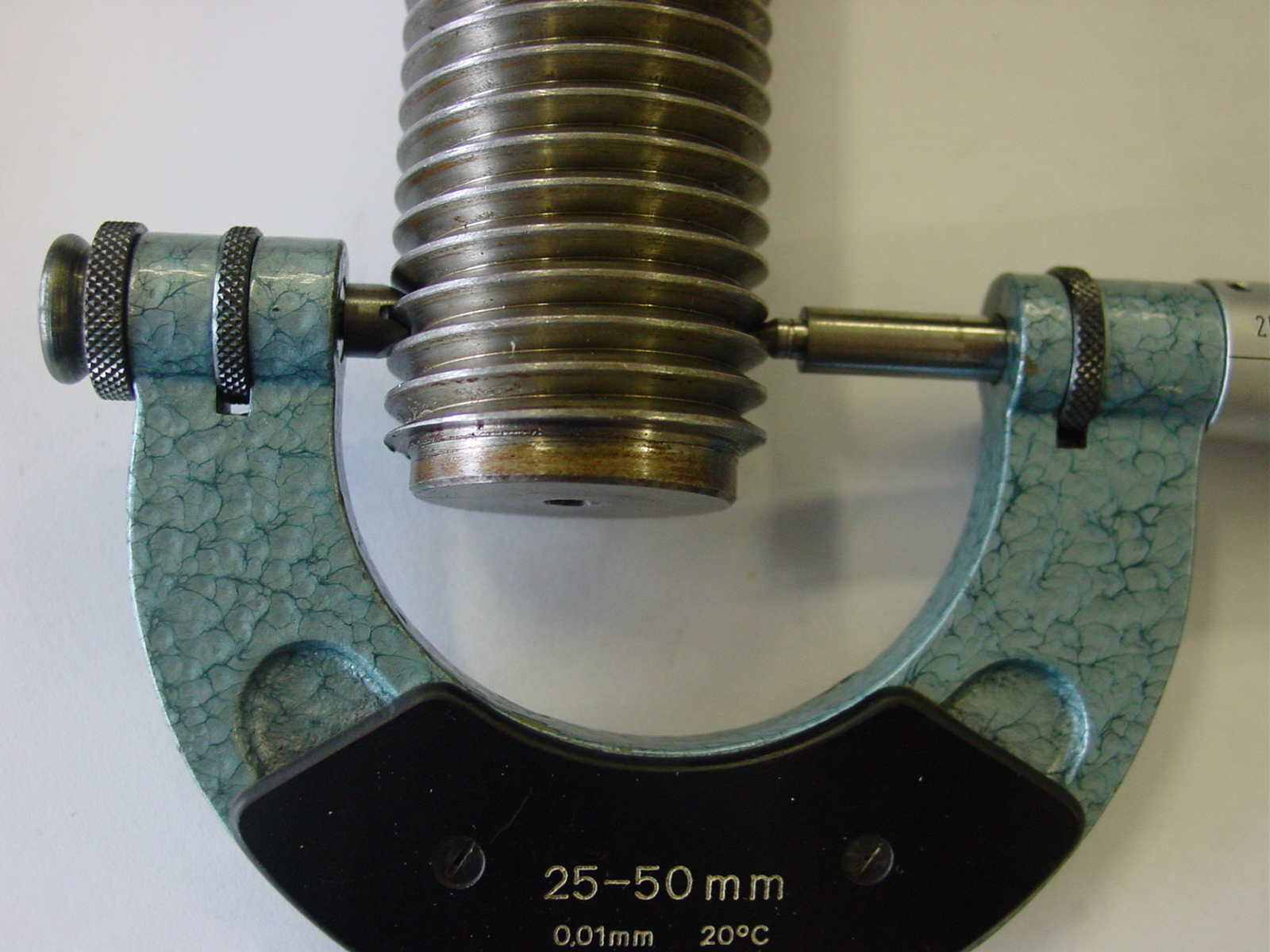
Mesure de précision au micromètre.

Pour les petites longueur — entre  1 dm et 1 µm —, on utilise des instruments tels que le pied à coulisse ou le micromètre « Palmer ».
En deçà du micromètre — nanomètre (nm), picomètre (pm), femtomètre (fm) —, on ne peut plus utiliser la vue pour mesurer un objet (problème de diffraction, la longueur d'onde de la  lumière visible étant de l'ordre de 500 nm). Il faut alors utiliser d'autres rayonnements, comme un faisceau d'électrons.

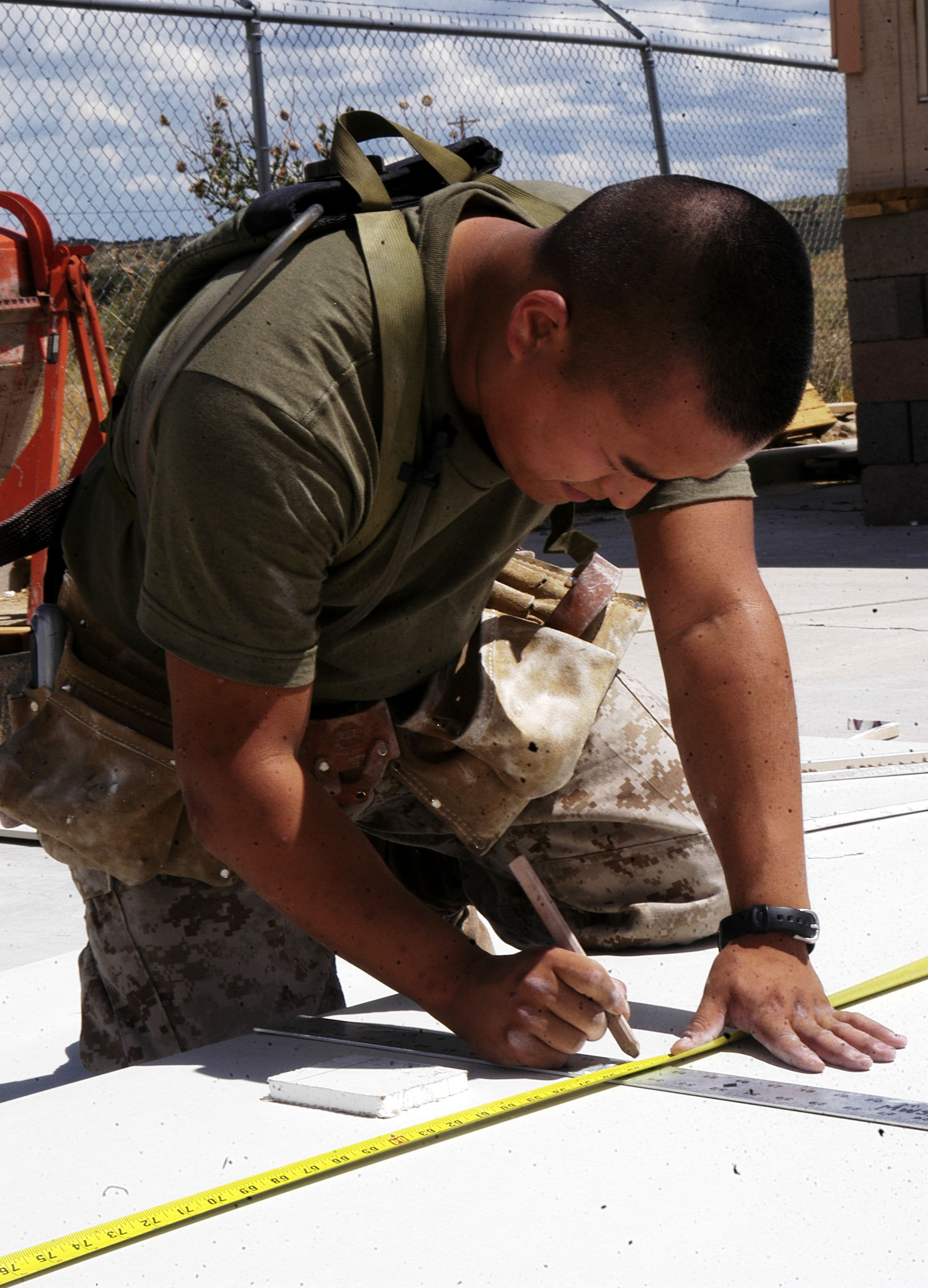
Mesure d'une longueur à l'échelle du génie civil.

On parle plutôt de « distance » entre deux points, pour désigner la mesure de la longueur du segment de droite séparant ces deux points.
La « distance » entre deux points pas trop proches ni trop éloignés — entre  1 mm et quelques m — se mesure avec une règle droite (une toise) qui peut être graduée. Pour mesurer un objet, on fait correspondre les deux extrémités de l'objet avec des points de la règle. Bien sûr il faut que l'objet et la règle soient rigides, indéformables. On peut également utiliser une corde ou un ruban gradué (mètre ruban), ce qui permet d'avoir un instrument facile à ranger et à transporter ; il faut alors s'assurer que le ruban est bien tendu pour la mesure, et son élasticité ne doit pas être trop importante.
Pour les grandes distances — entre 1 m et quelques km —, on utilise des phénomènes optiques, comme la différence de parallaxe ou bien l'échelle créée par l'éloignement pour un télémètre stadimétrique, ou bien encore la trigonométrie, avec la technique de triangulation. On utilise également des phénomènes ondulatoires, typiquement la durée d'aller-retour d'une onde : onde sonore pour un sonar, onde lumineuse pour un télémètre laser, onde radio pour un radar. En sismologie, on utilise la différence de vitesse de propagation des onde P et S pour déterminer la distance de l'hypocentre d'un séisme.

#### Instruments de mesure de longueur
- Cale étalon
- Pied à coulisse
- Micromètre
- Jauge de profondeur

### Mesures astronomiques

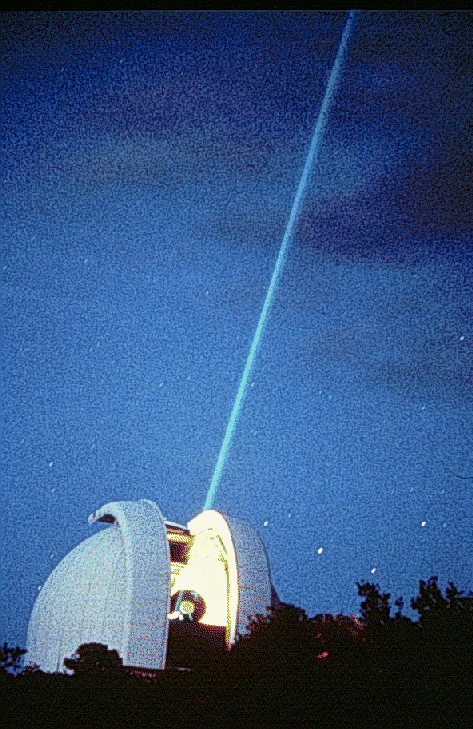
Mesure de la distance à la Lune par laser.

La mesure des distances en astronomie se fait par la mesure du temps que met la lumière ou plus généralement les ondes électromagnétiques pour parcourir la ligne droite qui sépare deux objets, ou bien le phénomène du décalage vers le rouge. On utilise des unités telles que :
- l'unité astronomique (ua, au), égale à la distance de la Terre au Soleil est d'environ 8 minutes-lumière, soit, compte tenu de la vitesse de la lumière, environ 150 millions de km ;
- l'année-lumière (al), la distance parcourue par la lumière durant une année, soit environ 10 000 milliards de kilomètres ;
- le parsec (pc), qui est la distance de laquelle la distance Soleil-Terre apparaît comme un arc d'une seconde ; un parsec vaut environ 3,26 al.

## Autres acceptions de la longueur
La longueur peut dans certaines situations, représenter une durée, comme dans la longueur des jours, ou dans l’expression « à longueur de journée » qui signifie pendant toute la journée ou encore dans « traîner en longueur » qui veut dire durer trop longtemps.
En informatique, la longueur d’un mot écrit dans un alphabet quelconque correspond au nombre de lettres qui composent le mot. De même, la longueur d’une chaîne de caractères correspond au nombre de caractères qui constituent la chaîne.